# Марінер-1
«Марінер-1» (англ. Mariner 1) — перший космічний апарат у програмі «Марінер».
«Марінер-1» повинен був летіти до Венери, але був знищений під час аварії на старті в 9:26:16 UT 22 липня 1962 року через 293 секунди після старту. Антена апарата втратила зв'язок із системою наведення на Землі, у результаті управління взяв на себе бортовий комп'ютер, програма якого містила помилку.
Пізніше завдання, покладені на «Марінер-1», виконав «Марінер-2».

## Космічний апарат і його системи
Космічний апарат «Марінер-1» ідентичний «Марінеру-2», запущеному 27 серпня 1962 року. «Марінер-1» складався з шестикутної підстави 1,04 метра завширшки і 0,36 метра заввишки, яка містить шість магнієвих шасі, що несуть на собі обладнання для наукових експериментів, зв'язку, обчислень, вимірювань, просторової орієнтації і контролю енергопостачання, батареї і їх зарядку, також ємності з газом для корекції положення і реактивний двигун. На підставі кріпилася висока пірамідна щогла, на якій також кріпилося обладнання для наукових експериментів. Загальна висота апарата досягала 3,66 метра. На бічні сторони підстави кріпилися прямокутні сонячні батареї з максимальним розмахом в 5,05 метрів і шириною в 0,76 метра. На одній зі сторін підстави кріпилася на маніпуляторі спрямована параболічна антена.
Силова система «Марінер-1» складалася з двох сонячних батарей розмірами 1,83 × 0,76 м і 1,52 × 0,76 м (з 0,31-метровим лавсановим подовжувачем (сонячним вітрилом) для балансування тиску сонячного світла на панелі), забезпечували апарат безпосередньо або заряджаючи 1000-ватгодинну срібло-цинкову акумуляторну батарею, що використовувався до розкриття панелей, або коли вони не були висвітлені Сонцем. Пристрої регулювання потужності і прискорення контролювало подачу енергії. Передавач потужністю 3 вати забезпечував безперервний телеметричний контакт, велика високочутлива спрямована параболічна антена, циліндрична всенаправлена антена на верхівці інструментальної щогли і дві командних антени, по одній на кінці кожної сонячної батареї, які отримували команди зміни курсу і інші функції.
Реактивна сила для курсових маневрів забезпечувалася монопаливною (на безводному гідразині) 225 Н ретро-ракетою. Гідразин запалав за допомогою азотний тетраоксид і гранульованого оксиду алюмінію. Напрямок реактивного струменя контролювався чотирма газовими рулями, розташованими перед соплом. Контроль стану в просторі (з похибкою в 1°) здійснювався системою азотних реактивних двигунів. Для стабілізації курсу використовувалися Сонце і Земля. Загальна синхронізація і контроль виконувалися цифровим центральним комп'ютером і контролером послідовності. Термоконтроль досягався за допомогою використання пасивного відображення і поглинальних поверхонь, термічних щитів і екранувальних решіток.
Наукові експерименти базувалися на підставі апарата і щоглі. Магнітометр був встановлений на вершині щогли над всенаправленою антеною. Детектори частинок монтувалися на середині щогли, разом з детектором космічних променів. Детектор космічного пилу і спектрометр космічної плазми встановлювалися на краях підстави апарата. Мікрохвильовий радіометр, інфрачервоний радіометр і антени радіометра збиралися в 48 см параболічну антену радіометра, встановлену біля основи щогли.
Перед установкою на ракету-носій на борт «Марінера-1» і «Марінера-2» був згорнутий і покладений невеликий (91 × 150 см) прапор США.